# Podstene pri Kostelu
Podstene pri Kostelu este o localitate din comuna Kostel, Slovenia, cu o populație de 4 locuitori.